# Bies 2

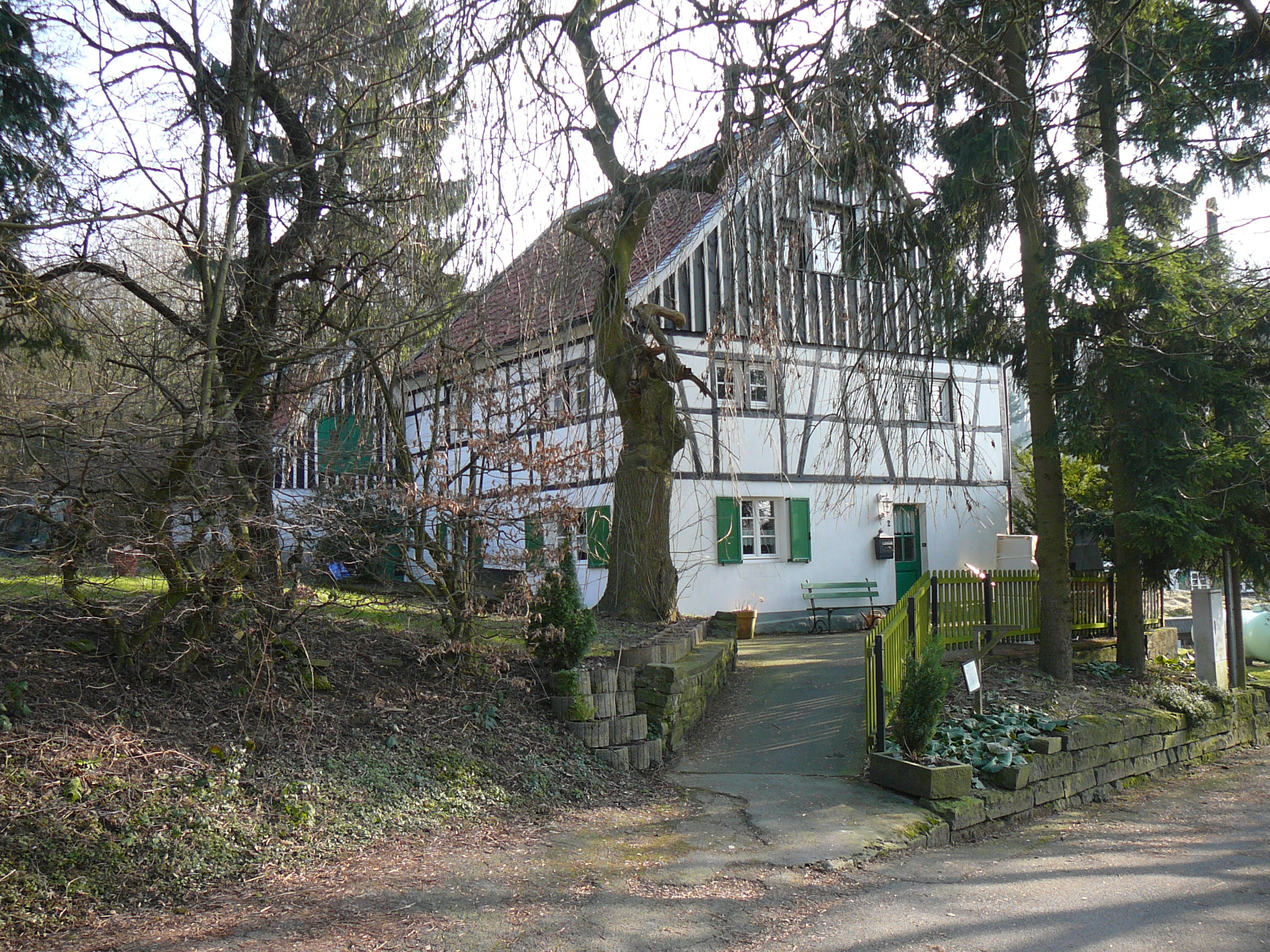
Wohnhaus Bies 2

Das Wohnhaus Bies 2 ist ein Fachwerkhaus im Wohnquartier Höhe des Wuppertaler Stadtteils Vohwinkel.

## Baubeschreibung
Das zweigeschossige Haus ist ein Teil der historischen Gebäude des alten Siedlungsplatzes Bies (‚Hinterste Bies‘) und zählt mit zur ältesten Bausubstanz Vohwinkels. Die Untere Denkmalbehörde schätzt für dieses Gebäude eine Erbauungszeit um 1800.
Erschlossen wird das Haus mit Satteldach von der nordwestlichen Giebelseite, links vom Eingang befindet sich ein Fenster. Die Fassaden im Bereich des Erdgeschosses sind verputzt, die Giebelseiten sowie das Obergeschoss zur südwestlichen Seite sind verbrettert ausgeführt.
Das Gebäude wurde, trotz des schlechten Erhaltungszustandes und trotz der Veränderungen am Gebäude, am 29. März 1985 als Baudenkmal in die Denkmalliste der Stadt Wuppertal eingetragen.